# 安脚場戦跡公園
安脚場戦跡公園（あんきゃばせんせきこうえん）は鹿児島県大島郡瀬戸内町の加計呂麻島東端にある公園。奄美大島要塞跡の一部を整備したものである。

## 概要
加計呂麻島は奄美大島の南側に大島海峡を挟んで存在する東西に細長い離島である。大島海峡は水深が深く、東西両側で外海に接続していることから、海峡内の加計呂麻島側にある薩川湾が連合艦隊の泊地として用いられていた。
この泊地を防衛するために、大島海峡東端に面した加計呂麻島の安脚場（あんきゃば）集落東側の加計呂麻島東端に軍事施設が置かれていた。もともとは1920年（大正9年）頃から旧日本陸軍が奄美大島要塞として砲台を設置していたが、1941年（昭和16年）から海軍によって砲台として整備されて利用されるようになった。この際に大島海峡東端に設置した防潜網や管制機雷を遠隔操作する金子手崎（かねこてざき）防備衛所が建設されている。
太平洋戦争後、連合軍によって武装解除を受けたが、今でも弾薬庫や防備衛所の建物が残存している。現在は公園として整備されている。

## 関連する戦跡
加計呂麻島の呑之浦（のみのうら）には、特攻艇震洋の基地が置かれていた。
また、渡連（どれん）集落と安脚場集落の間の岬の突端に、1944年（昭和19年）8月に大島防備隊増援部隊として編成された対空砲部隊が展開していた。斉藤 新海軍大尉率いる98名の部隊が12センチ高角砲4門と13ミリ機銃2門を装備していた。実際に奄美大島に来襲した敵機との交戦があり、日本側の記録では18機を撃墜しているとされる一方、5名の戦死者と18名の負傷者を出している。

## ギャラリー

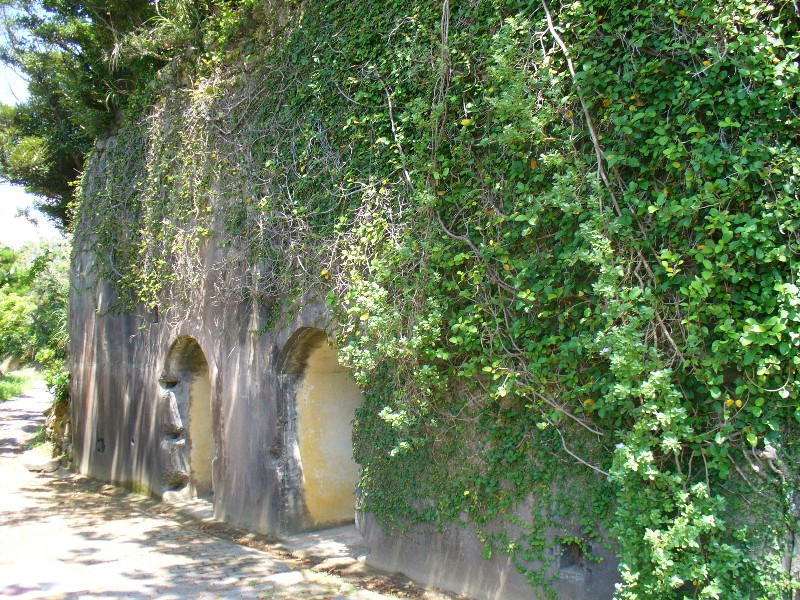
安脚場戦跡地に残存する弾薬庫跡
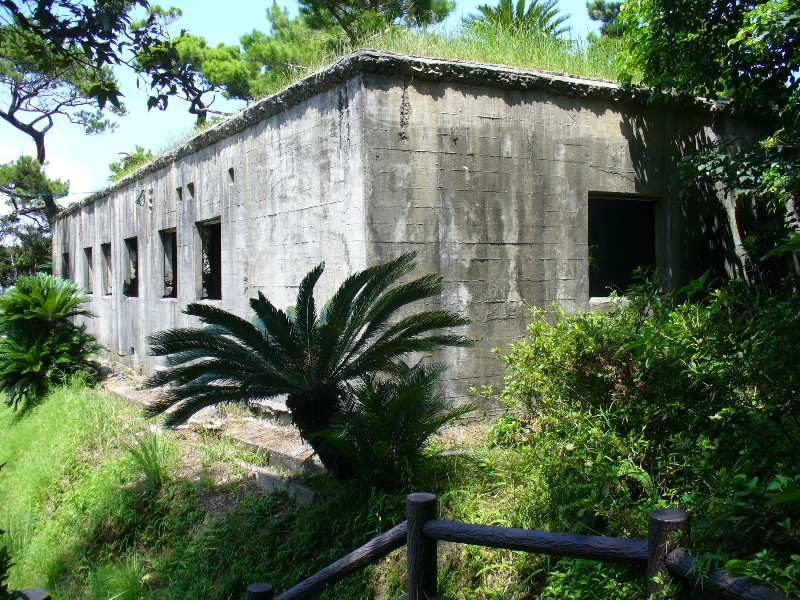
金子手崎防備衛所の建物跡
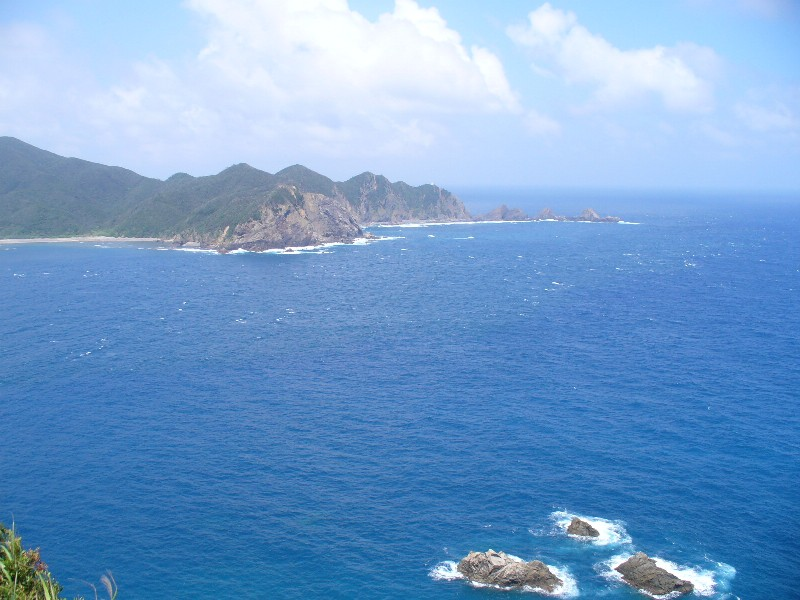
金子手崎防備衛所から見た大島海峡東端（対岸は奄美大島）